# Assemblée générale de l'Empire ottoman
Cet article concerne le parlement ottoman, instauré dans l'Empire dès lors qu'il se dote de sa première constitution en 1876.

## Composition
L'Assemblée générale de l'Empire ottoman (turc ottoman: Meclis-i Umumi), connu comme Parlement ottoman, était composée de deux chambres :
- une chambre haute (Sénat, Meclis-i Ayan)
- une chambre basse (Chambre des députés, Meclis-i Mebusan).

### La Chambre des députés
La Chambre des députés de l'Empire ottoman (turc ottoman: مجلس مبعوثان, turc: Meclis-i Mebusan) était la chambre basse du Parlement de l'Empire ottoman.

#### Époque de la Première constitutionnelle
Dans la Première constitutionnelle, qui n'a duré que deux ans, la sélection initiale des députés («Mebusan») a été faite par les conseils d'administration dans les provinces ("Meclis-i Umumi").
Après la création de la «Meclis-i Umumi» dans les provinces, les membres ont choisi les députés au sein de la «Meclis-i Umumi» pour former le "Meclis-i Mebusan" dans la capitale. Le "Meclis-i Mebusan" comptait 115 membres et reflétait la distribution des millets dans l'empire. Lors des deuxièmes élections, il y avait 69 représentants du mil musulman et 46 représentants des autres mils (Juifs, Phanariotes, Arméniens).

#### Deuxième ère constitutionnelle
La seconde ère constitutionnelle de l'Empire ottoman a commencé peu après que le sultan Abdulhamid II restaura la monarchie constitutionnelle en 1908, après la révolution des Jeunes-Turcs. Le délai a établi de nombreux groupes politiques. Une série d'élections au cours de cette période a entraîné la montée progressive du Comité Union et Progrès (la « CUP ») vers la domination de la politique. Le deuxième plus grand parti libéral, Union (Empire Ottoman) ("LU") (turc : ve Hürriyet İtilâf) était en fait une coalition de partis dirigés par le prince Sabahaddin. L'ère constitutionnelle a pris fin après la Première Guerre mondiale avec l'occupation d'Istanbul, le 13 novembre 1918. La dernière réunion le 18 mars a produit une lettre de protestation aux Alliés, et un drap noir couvrait la chaire du Parlement en tant que rappel de ses membres absents.

## Chronologie
- 1847 : une première assemblée (Majlis) composée d'un représentant musulman et d'un chrétien pour chaque province ottomane se réunit pendant deux mois pour discuter des questions locales, il ne s'agit toutefois que d'une assemblée consultative, une sorte de pré-parlement.
- 23 décembre 1876 : une Constitution, dont les modèles sont la Constitution belge de 1831 et l'Acte constitutionnel prussien de 1850, entre en vigueur dans l'Empire ottoman, prolongation de la politique des réformes (Tanzimat), elle prévoit notamment la mise en place d'un Parlement ottoman représentant tous les habitants de l'Empire, quelle que soit leur religion (même s'il existait des sièges réservés pour les chrétiens et les Juifs), 50 000 citoyens de sexe masculin âgé de 25 ans élisent un grand électeur qui, avec d'autres, élisent des députés (comme pour l'élection présidentielle américaine ou celle des membres du Sénat français); l'Égypte, la Tunisie, le Monténégro, la Serbie et le mont Liban, pourtant sous suzeraineté ottomane sur le plan du droit international, refusèrent d'envoyer des députés à ce Parlement ottoman, qui comprenait une Chambre des délégués de 130 membres et une Chambre des notables de 31 membres. Les premières élections ont lieu en décembre 1876, au cours desquelles seuls 119 députés sont élus (71 musulmans, 44 chrétiens, 4 Juifs).
- 5 février 1877 : le sultan Abdülhamid II renvoie le premier ministre Midhat Pacha, partisan de l'ottomanisme (osmanlilik) et artisan de la Constitution ottomane
- 18 mars 1877 : première session du Parlement ottoman, suivie d'une première dissolution
- décembre 1877 : nouvelles élections, où 113 députés sont élus (64 musulmans, 43 chrétiens et 6 juifs), dont seulement 55 l'avaient été un an auparavant
- 14 février 1878 : le sultan dissout le parlement
- 24 juillet 1908 : la révolution des Jeunes-Turcs oblige le sultan à rétablir la Constitution de 1876 et le parlement, dont le premier président sera, de 1908 à 1912, le Jeune Turc renommé Ahmed Riza, brièvement président du Sénat ottoman après la Première Guerre mondiale
- 8 novembre 1908 : fin des opérations électorales
- 17 décembre 1908 : première session du nouveau Parlement ottoman
- 16 mai 1911 : premier débat au Parlement ottoman sur les agissements des colons sionistes en Palestine
- 1912 : Abdallah Ier de Jordanie Al Hachimi, futur roi de Transjordanie et fils du Chérif de la Mecque Hussein ben Ali, devient député du Hedjaz au Parlement ottoman, puis vice-président de cette assemblée
- 23 janvier 1913 : suspension de la constitution par les Jeunes-Turcs, qui provoque des réactions négatives dans les provinces arabes de l'Empire, où le député ottoman de Bassora, Sayyid Talib al-Naqib, met sur pied une Société pour la réforme
- octobre-décembre 1919 : dernière élection du parlement ottoman
- 12 janvier 1920 : ouverture de la dernière session du parlement ottoman
- 16 mars 1920 : occupation d'Istanbul par les Britanniques, qui arrêtent 30 députés ottomans et les déportent à Malte, où d'autres les suivront
- 11 avril 1920 : le sultan Mehmed VI dissout le parlement

Plusieurs députés au Parlement ottoman ont ensuite poursuivi des carrières politiques dans les divers États successeurs de l'Empire ottoman.

## Quelques députés ottomans
1877-1878
- Ahmed Vefik Pacha (1823-1891), premier président du Parlement ottoman
- Khalil Ghanem (1846-1903), député chrétien (maronite) de Beyrouth, il devient ensuite, avec le musulman Ahmed Riza et le druze Emin Arslan, un des promoteurs des Jeunes-Turcs à Paris où il s'est réfugié après la dissolution du parlement
- Youssef Al-Khalidi (en) (1829-1907), élu député de Jérusalem en 1877, président du parlement ottoman, nommé maire de Jérusalem en 1899

1908-1920
- Karékine Pastermadjian (Armen Garo), dirigeant révolutionnaire arménien d'abord député ottoman puis officier dans l'armée russe
- Abdallah Ier de Jordanie, député de La Mecque, futur roi de Transjordanie, puis de Jordanie
- Ahmed Riza
- Ruhi Al-Khalidi (1864-1913), député de Jérusalem élu en 1908 et 1912, vice-président du parlement en 1911
- Sheikh As'ad Shuqeiry (1860-1940), élu député d'Acre en 1908 et 1912, père d'Ahmad Shuqeiry (1908-1980), premier président de l'Organisation de libération de la Palestine
- Ruhi Abdul Hadi (1885-1954), vice-président du Parlement ottoman en 1908, ministre en Jordanie en 1949 et en 1952-1953
- Ragheb Nashashibi (1881-1951), élu député de Jérusalem en 1914, ministre jordanien en 1949-1951
- Farès al-Khoury (1877-1962), député chrétien de Damas en 1908, ministre des Finances de l'éphémère Royaume de Syrie en 1920, ministre de l'Enseignement en 1926 (d'avril à juillet), député à l'Assemblée constituante syrienne en 1928, élu au Parlement syrien en 1932, réélu en 1936 (et président du parlement jusqu'en 1939), 1943 (et président du parlement jusqu'en 1944), premier ministre de novembre 1944 à septembre 1945 (date à laquelle il redevient président du parlement jusqu'au coup d'État de Hosni Zaïm en 1949) et 1947, premier ministre du 25 octobre 1954 au 13 février 1955.